# Ganja & Hess
Ganja & Hess er en amerikansk film fra 1973 skrevet og instrueret af Bill Gunn.

## Medvirkende
- Marlene Clark som Ganja Meda
- Duane Jones som Dr. Hess Green
- Bill Gunn som George Meda
- Sam Waymon  som  Rev. Luther Williams
- Leonard Jackson  som  Archie
- Candece Tarpley som Pige i bar
- Richard Harrow som Middags gæst
- John Hoffmeister som Jack Sargent
- Betty Barney som sanger i kirke
- Mabel King som Queen of Myrthia